# Форест-Глен (Меріленд)
Форест-Глен (англ. Forest Glen) — переписна місцевість (CDP) в США, в окрузі Монтгомері штату Меріленд. Населення — 6897 осіб (2020).

## Географія
Форест-Глен розташований за координатами 39°1′8″ пн. ш. 77°2′42″ зх. д. / 39.01889° пн. ш. 77.04500° зх. д. (39.018934, -77.044881).  За даними Бюро перепису населення США в 2010 році переписна місцевість мала площу 2,67 км², з яких 2,67 км² — суходіл та 0,01 км² — водойми.

## Демографія
Згідно з переписом 2010 року, у переписній місцевості мешкали 6582 особи в 2616 домогосподарствах у складі 1584 родин. Густота населення становила 2461 особа/км².  Було 2732 помешкання (1021/км²).
Расовий склад населення:
| - 59,1 % — білих - 17,1 % — чорних або афроамериканців - 10,2 % — азіатів - 0,4 % — корінних американців - 8,2 % — осіб інших рас |

До двох чи більше рас належало 5,1 %. Частка іспаномовних становила 19,4 % від усіх жителів.
За віковим діапазоном населення розподілялося таким чином: 22,1 % — особи молодші 18 років, 65,2 % — особи у віці 18—64 років, 12,7 % — особи у віці 65 років та старші. Медіана віку мешканця становила 38,9 року. На 100 осіб жіночої статі у переписній місцевості припадало 88,5 чоловіків;  на 100 жінок у віці від 18 років та старших — 84,9 чоловіків також старших 18 років.
Середній дохід на одне домашнє господарство  становив 102 321 долар США (медіана — 92 250), а середній дохід на одну сім'ю — 120 008 доларів (медіана — 112 321). Медіана доходів становила 72 377 доларів для чоловіків та 60 372 долари для жінок. За межею бідності перебувало 7,9 % осіб, у тому числі 8,2 % дітей у віці до 18 років та 9,1 % осіб у віці 65 років та старших.
Цивільне працевлаштоване населення становило 4060 осіб. Основні галузі зайнятості: освіта, охорона здоров'я та соціальна допомога — 26,8 %, науковці, спеціалісти, менеджери — 16,8 %, публічна адміністрація — 14,0 %.